# 仙台中郵便局
仙台中郵便局（せんだいなかゆうびんきょく）は、宮城県仙台市青葉区一番町にある郵便局。民営化前の分類では無集配普通郵便局であった。局所コードは813240。

## 概要
住所：〒980-8711 宮城県仙台市青葉区一番町一丁目3番3号
入居している建物は郵政省当時より仙台貯金事務センター本館として使用されており、民営化に際してゆうちょ銀行が承継し所有している。
無集配郵便局であったことから、民営化に際して郵便事業株式会社の支店は設置されず、ゆうゆう窓口も廃止されたが、私書箱は継続して設置されている（当地の集配を受け持つのは仙台中央郵便局）。また保険窓口の平日18時までの営業時間延長も継続して行われている。

### 併設施設
- ゆうちょ銀行仙台支店：取扱店番号813240
東北地方6県に所在する直営店を受け持つ統括店であり、郵便局外に設置されたATMの管理も受け持つ。
- ゆうちょ銀行仙台貯金事務センター（〒980-8794）
  - 民営化当初は、ゆうちょ銀行宮城地域センターを併設していたが、2010年1月より、日本郵政グループ仙台ビル内に移転し、2011年1月現在は、貯金事務センターにゆうちょ銀行仙台支店と仙台中郵便局が同居する形となっている。

#### かつての併設施設
- ゆうちょ銀行東北エリア本部（〒980-8797）
  - エリア本部制発足当初は当ビルに入居していたが、2011年1月、日本郵政グループ仙台ビル内に移転。
- ゆうちょ銀行宮城地域センター（〒980-8794→〒980-8797）
  - 民営化当初は当ビルに入居していたが、2011年1月、日本郵政グループ仙台ビル内に移転。2016年4月からは、ゆうちょ銀行宮城パートナーセンターに改組された。

## 沿革
- 1974年（昭和49年）10月14日 - 仙台中郵便局として、仙台市一番町一丁目の仙台貯金事務センター本館1階に開局[1]。
- 1999年（平成11年） - 外国通貨の両替および旅行小切手の売買に関する業務取扱を開始。
- 2007年（平成19年）10月1日 - 民営化に伴い、併設されたゆうちょ銀行仙台支店に貯金関連業務を移管。
- 2012年（平成24年）10月1日 - 日本郵便株式会社発足。

## 取扱内容

### 仙台中郵便局
- 郵便、印紙、ゆうパック、内容証明
- 生命保険、バイク自賠責保険 - 平日18時まで営業。

### ゆうちょ銀行仙台支店
- 貯金、貸付、為替、振替、振込、国際送金、外貨両替、国債、投資信託、変額年金保険 - 平日18時まで営業。
- ATM

## 風景印
- 表記は『仙台中』
- 図案は『仙台城大手門隅櫓』・『七夕飾り』
- 使用開始日は1977年（昭和52年）12月1日
仙台中央郵便局の四代目も表記が違うだけで、同じ印影の風景印である。

## 周辺
- 日本郵政グループ仙台ビル
- 仙台高等裁判所
- 東北大学片平キャンパス
- ベルエア会館
ホテルベルエア仙台の会議室棟。1986年（昭和61年）まで全逓仙台会館で、全逓の負債解消のため霊友会に売却された。その後、霊友会移転によりホテルベルエアが購入した。
- 国道4号、国道48号

## アクセス
- 地下鉄東西線 青葉通一番町駅より徒歩5分
- JR、地下鉄南北線 仙台駅より徒歩11分
- JR仙石線 あおば通駅より徒歩8分
- 仙台市営バス 一番町中郵便局前停留所下車
- 東北自動車道 仙台宮城ICから東へ約6km、仙台南部道路 長町ICから北西へ約5.5km、仙台東部道路 仙台東ICから西へ約7km
- 駐車場あり：7台